# Victoria Częstochowa (piłka nożna)
Victoria Częstochowa – polski klub sportowy, posiadający obecnie dwie sekcje sportowe a mianowicie założoną w roku 1922 sekcję piłki nożnej oraz powstałą w roku 1926 sekcję tenisa ziemnego. Klub prowadzi szkolenie w 11 grupach piłkarskich i 3 grupach tenisowych w różnych kategoriach wiekowych.

## Historia
Przy fabryce Motte, Meillassoux et Caulliez zorganizowano drużynę, która posługiwała się nazwą Blich. Zawodnicy trenowali w obrębie toru kolarskiego nieistniejącego związku Częstochowskich Towarzyszy i przy fabryce Peltzer et Fils. Treningi przy fabryce na Stradomiu zaowocowały wspólnymi występami obu fabryk przeciwko innym drużynom. 11 października 1908 r. na placu przy fabryce Mottów rozegrano spotkanie połączonych drużyn fabryki Mottów i Peltzerów z łódzkim Towarzystwem Union. Był to pierwszy międzymiastowy mecz piłki nożnej rozegrany w Częstochowie. 1 listopada 1908 r. odbył się mecz z Towarzystwem Sportowym Turing Club z Łodzi. 24 kwietnia 1910 r. piłkarze z fabryki Mottów przegrali 1:5 z zawodnikami Zjednoczonego Klubu Footbalistów z Łodzi.
W 1922 r. założono Klub Ogólno-Sportowy Victoria 1922 Fabryk Motte Meillassox Częstochowa. Pierwszym prezesem był Edmund Reimschüssel. Jednym z założycieli i członkiem honorowym klubu był Henryk Stalens, w latach 1928–1933 dyrektor ww. fabryki. Stworzono go na bazie dwóch drużyn „Częstochowianki I” oraz „Częstochowianki II”. Były one złożone głównie z młodzieży z dzielnicy Ostatni Grosz. Boisko piłkarskie powstało na terenie należącym do fabryki włókienniczej. Pierwszą sekcją klubu była drużyna piłki nożnej prowadzona przez Franciszka Lichnowskiego. W 1923 r. klub reprezentował częstochowską C klasę. W 1925 r. zdobył mistrzostwo Częstochowy. Na własność klubu przeszedł ufundowany przez Prezydenta Częstochowy przechodni „Puchar płk. Okińskiego”. W ciągu czterech lat, oprócz piłkarskiej, utworzono w nim kilka sekcji: kolarską, bokserską, tenisa ziemnego i lekkoatletyczną.
W 1924 r. działacze klubu zawarli umowę z Ministerstwem Robót Publicznych w Warszawie, otrzymując w dzierżawę plac przy ul. Krakowskiej 21. Dzięki temu powstało klubowe boisko wraz z trybuną. Infrastruktura sportowa objęła również korty tenisowe, kręgielnię letnią, tor rowerowy, strzelnicę oraz lodowisko (zimą).
W 1934 r. sukcesem drużyny piłkarskiej było zwycięstwo 5:4 nad pierwszoligowym „Libertasem” Wiedeń na stadionie miejskim im. Marszałka Józefa Piłsudskiego, a także równorzędność w rozgrywkach z wicemistrzem kraju Wisłą Kraków. Te sukcesy osłabiła porażka z młodym zespołem KKS „Błękitni” Aniołów. Drużyna Victorii po raz pierwszy dzięki wygraniu rywalizacji z CKS Częstochowa o mistrzostwo okręgu mogła reprezentować Częstochowę w grach barażowych o I ligę państwową. To podejście zakończyło się porażką w pierwszym meczu z wojskowym zespołem „Gwiazda” Kielce w stosunku 0:3. Klub odnosił również sukcesy w tenisie ziemnym.

Afisz meczu Victoria Częstochowa – Frysztat 14.09.1946 r.

W sezonie 1948/1949 zespół pod nazwą Włókniarz Częstochowa został mistrzem okręgu częstochowskiego, a następnie zwycięzcą swojej grupy, uzyskując awans do grupy finałowej. W rozgrywkach grupy finałowej zajął 3 miejsce uzyskując awans do II ligi.
W 1953 r. drużyna piłkarska została mistrzem klasy B okręgu częstochowskiego. W 1954 roku powstało Terenowe koło sportowe „Włókniarz”. Wszystkie ośrodki sportowe związane z przemysłem włókienniczym podzielono na koła. Najlepsi zawodnicy każdego z kół zasilali branżowy klub Victorię. Od 1953 r. drużyna w ciągu czterech sezonów awansowała z C klasy do III ligi (3 poziomy) i w 1957 r. brała udział w eliminacjach do II ligi. Przyczynił się do tego Wojciech Pędziach, w latach 1959–1960 zawodnik Legii Warszawa.
W 1961 r. na otwarcie nowego stadionu piłkarskiego z 10-tysięcznymi trybunami, rozegrano mecz z Unią Racibórz. 21 czerwca 1967 r. na stadionie rozegrano mecz półfinału Pucharu Polski, w którym Raków Częstochowa wygrał 2:1 z Odrą Opole. Spotkanie obu drużyn obejrzało 8000 widzów.
W latach 1984, 1993, 1995, 2001, 2007, 2010 zespół wygrał rozgrywki Pucharu Polski w okręgu częstochowskim (od 2001 w podokręgu częstochowskim i lublinieckim, zobacz: Puchar Polski w piłce nożnej mężczyzn na szczeblu województwa śląskiego).
14 sierpnia 2012 r. z okazji 90 lecia klubu odbył się mecz oldbojów drużyn Victorii i Rakowa, zakończony zwycięstwem Victorii 3:2. W meczu zagrali m.in. Sławomir Palacz (Victoria), Jerzy Brzęczek, Robert Załęski, Wojciech Szymczyk (Raków). W ramach obchodów odbył się również Memoriał im. Zdzisława Przybylskiego. Ponadto z okazji jubileuszu wyemitowano pamiątkową monetę.
W rozgrywkach seniorskich w sezonie 2018/2019 klub prowadził najmłodszą drużynę piłkarską seniorską w Polsce ze średnią wieku grających zawodników 17 lat i 9 miesięcy zajmując w końcowej tabeli rozgrywek częstochowskiej klasy A gr. I 5 miejsce. W listopadzie 2019 r. Akademia piłkarska Victorii 1922 Częstochowa otrzymała srebrny certyfikat szkółek PZPN.
14 sierpnia 2022 r. klub obchodził 100 lecie istnienia.

## Zawodnicy
Wychowankami klubu byli m.in. Sławomir Palacz czy Wojciech Pędziach, wicemistrz Polski w 1960 r. Zawodnikami drużyny piłkarskiej byli m.in. Robert Załęski, Sebastian Synoradzki, Wojciech Szymczyk, Robert Mróz, Andrzej Dziedzic, występujący wcześniej na I poziomie rozgrywkowym. Zawodnikiem sekcji piłkarskiej, a później tenisowej był Dawid Celt. Trenerem drużyny piłkarskiej był Eugeniusz Seifried. Zawodnikiem sekcji kolarskiej był Bolesław Łazarczyk, wielokrotny reprezentant Polski i wicemistrz kraju w kolarstwie przełajowym w 1933 r.

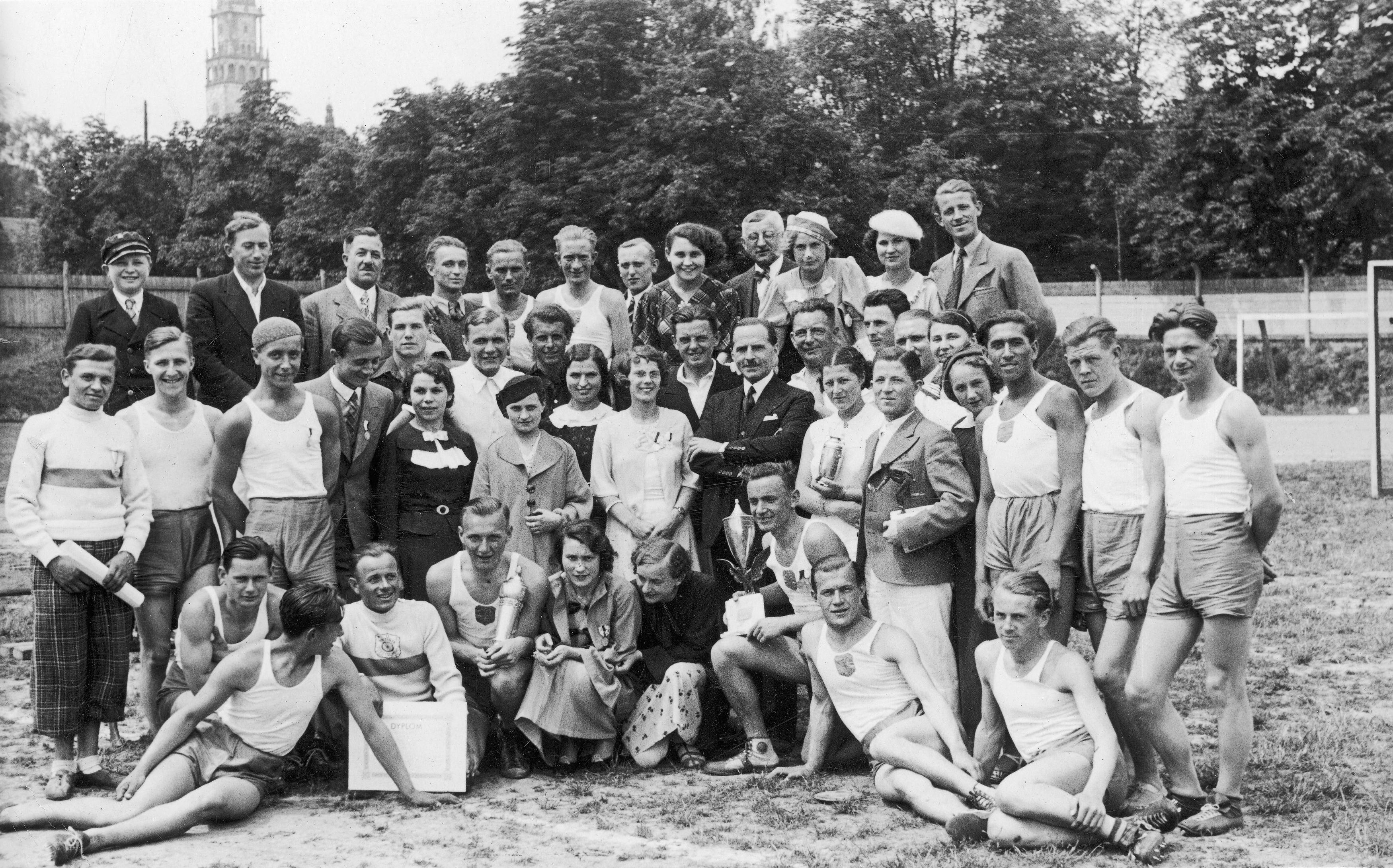
Sekcja lekkoatletyczna w 1936 r.

### Sekcja lekkoatletyczna
Zawodnikami sekcji lekkoatletycznej klubu byli m.in. Zdobysław Stawczyk, Kazimierz Fabrykowski oraz Marian Hoffmann, który w barwach klubu zdobył tytuły mistrza Polski w trójskoku i wicemistrza Polski w skoku w dal w 1946 r. Na Zimowych Mistrzostwach Polski Seniorów w Lekkoatletyce w 1951 r. Władysław Płonka zdobył brązowy medal w biegu na 3000 m.

## Tabela wyników
| Sezon | Poziom | Rozgrywki                                     | Rozgrywki                                     | Miejsce | Mecze | Punkty | Zwycięstwa | Remisy | Porażki | Bilans bramkowy | Uwagi                                                                              | Puchar Polski (rozgrywki centralne) |
| --- | ------ | --------------------------------------------- | --------------------------------------------- | ------- | ----- | ------ | ---------- | ------ | ------- | --------------- | ---------------------------------------------------------------------------------- | ----------------------------------- |
| 1923 | IV     | Klasa C Częstochowa                           | Klasa C Częstochowa                           |         |       |        |            |        |         |                 |                                                                                    | turniej nie odbył się               |
| 1924 | IV     | Klasa C Częstochowa                           | Klasa C Częstochowa                           | 1       |       |        |            |        |         |                 |                                                                                    | turniej nie odbył się               |
| 1925 | IV     | Klasa C Częstochowa                           | Klasa C Częstochowa                           | 1       |       |        |            |        |         |                 |                                                                                    | turniej nie odbył się               |
| 1926 | IV     | Klasa C Częstochowa                           | Klasa C Częstochowa                           |         |       |        |            |        |         |                 | awans                                                                              | turniej nie odbył się               |
| 1927 | II     | Klasa A Śląskiego OZPN, liga Częstochowa      | Klasa A Śląskiego OZPN, liga Częstochowa      | 3       | 14    | 13     |            |        |         |                 |                                                                                    | turniej nie odbył się               |
| 1928 | III    | Klasa B Częstochowa                           | Klasa B Częstochowa                           | 1       | 14    | 26     | 13         | 0      | 1       | 65-5            | wygrany baraż ze Skrą Częstochowa awans do Klasy A                                 | turniej nie odbył się               |
| 1929 | II     | Klasa A Częstochowa                           | Klasa A Częstochowa                           | 2       |       |        |            |        |         |                 |                                                                                    | turniej nie odbył się               |
| 1930 | II     | Klasa A Częstochowa                           | Klasa A Częstochowa                           | 2       | 10    | 13     |            |        |         |                 |                                                                                    | turniej nie odbył się               |
| 1931 | II     | Klasa A Częstochowa                           | Klasa A Częstochowa                           | 1       |       |        |            |        |         |                 |                                                                                    | turniej nie odbył się               |
| 1931 | II     | Elimin. do Ligi                               | Elimin. do Ligi                               | 3       | 4     | 1      |            |        |         |                 |                                                                                    | turniej nie odbył się               |
| 1932 | II     | Klasa A Częstochowa                           | Klasa A Częstochowa                           | 3       | 12    | 15     |            |        |         | 34-15           |                                                                                    | turniej nie odbył się               |
| 1933 | II     | Klasa A Częstochowa                           | Klasa A Częstochowa                           | 1       | 11    | 20     |            |        |         | 45-10           |                                                                                    | turniej nie odbył się               |
| 1933 | II     | Elimin. do Ligi                               | Elimin. do Ligi                               | 3       | 6     | 5      |            |        |         |                 |                                                                                    | turniej nie odbył się               |
| 1933/1934 | III    | Klasa A Częstochowa                           | Klasa A Częstochowa                           | 3       | 12    | 13     |            |        |         | 35-19           |                                                                                    | turniej nie odbył się               |
| 1934/1935 | III    | Klasa A Częstochowa                           | Klasa A Częstochowa                           | 6       |       | 9      |            |        |         |                 |                                                                                    | turniej nie odbył się               |
| 1935/1936 | III    | Klasa A Częstochowa                           | Klasa A Częstochowa                           | 5       | 12    | 8      |            |        |         | 20-32           |                                                                                    | turniej nie odbył się               |
| 1936/1937 | III    | Klasa A Częstochowa                           | Klasa A Częstochowa                           | 6       | 13    | 11     |            |        |         |                 |                                                                                    | turniej nie odbył się               |
| 1937/1938 | III    | Klasa A Częstochowa                           | Klasa A Częstochowa                           | 7       |       |        |            |        |         |                 |                                                                                    | turniej nie odbył się               |
| 1938/1939 | III    | Klasa A Częstochowa                           | Klasa A Częstochowa                           | 8       |       |        |            |        |         |                 |                                                                                    | turniej nie odbył się               |
| 1945 |        | Mistrzostwo OZPN Częstochowa – Gr. II         | Mistrzostwo OZPN Częstochowa – Gr. II         | 2       | 10    | 18     |            |        |         | 71-10           | Awans do Klasy A                                                                   | turniej nie odbył się               |
| 1946 | II     | Klasa A                                       | Klasa A                                       | 3       |       |        |            |        |         |                 |                                                                                    | turniej nie odbył się               |
| 1947 | II     | Klasa A                                       | Klasa A                                       | 2       |       |        |            |        |         |                 |                                                                                    | turniej nie odbył się               |
| 1948 | II     | Klasa A                                       | Klasa A                                       | 2       |       |        |            |        |         |                 |                                                                                    | turniej nie odbył się               |
| 1948/1949 | III    | Klasa A                                       | Klasa A                                       | 1       |       |        |            |        |         |                 | pod nazwą Włókniarz Częstochowa, awans                                             | turniej nie odbył się               |
| 1948/1949 | III    | Elimin. do II ligi                            | Gr. IV                                        | 1       | 6     | 9      | 4          | 1      | 1       | 14-5            | pod nazwą Włókniarz Częstochowa, awans                                             | turniej nie odbył się               |
| 1948/1949 | III    | Elimin. do II ligi                            | Gr. finałowa                                  | 3       | 8     | 7      | 3          | 1      | 4       | 11-18           | pod nazwą Włókniarz Częstochowa, awans                                             | turniej nie odbył się               |
| 1950 | II     | II liga, grupa wschodnia                      | II liga, grupa wschodnia                      | 10      | 18    | 11     | 3          | 5      | 10      | 22-53           | pod nazwą Włókniarz Częstochowa, spadek                                            | turniej nie odbył się               |
| 1951 | III    | 1 Klasa wojewódzka                            | 1 Klasa wojewódzka                            | 2       | 6     | 10     |            |        |         | 25-9            |                                                                                    | I runda                             |
| 1952 | III    | 1 Klasa wojewódzka                            | 1 Klasa wojewódzka                            | –       |       |        |            |        |         |                 | Klub wycofuje się z rozgrywek i w kolejnym sezonie rozpoczyna rozgrywki w klasie C | –                                   |
| 1953 | VI     | Klasa C Częstochowa                           | Klasa C Częstochowa                           | 1       |       |        |            |        |         |                 | awans                                                                              | –                                   |
| 1954 | V      | Klasa B                                       | Klasa B                                       | 1       |       |        |            |        |         |                 | awans                                                                              | –                                   |
| 1955 | IV     | Klasa A Grupa III                             | Klasa A Grupa III                             | 5       | 26    | 33     |            |        |         | 68-42           | pod nazwą Włókniarz Częstochowa                                                    | –                                   |
| 1956 | IV     | Klasa A                                       | Klasa A                                       | 4       | 18    | 17     |            |        |         |                 | awans                                                                              | –                                   |
| 1957 | III    | III liga, grupa III                           | Gr. Zagłębie                                  | 1       | 18    | 25     |            |        |         | 38-23           | awans do eliminacji do II ligi                                                     | –                                   |
| 1957 | III    | III liga, grupa III                           | Gr. III                                       | 2       | 6     | 6      | 3          | 0      | 3       | 7-14            |                                                                                    | –                                   |
| 1958 | III    | III liga (Zagłębie)                           | III liga (Zagłębie)                           | 3       | 18    | 21     |            |        |         | 32-19           |                                                                                    | –                                   |
| 1959 | III    | III liga (Zagłębie)                           | III liga (Zagłębie)                           | 6       | 20    | 20     |            |        |         | 33-29           |                                                                                    | –                                   |
| 1960 | III    | III liga (Zagłębie)                           | III liga (Zagłębie)                           | 7       | 18    | 14     |            |        |         | 29-30           |                                                                                    | –                                   |
| 1960/1961 | III    | III liga (Zagłębie)                           | III liga (Zagłębie)                           | 3       | 22    | 25     | 11         | 3      | 8       | 35-36           |                                                                                    | –                                   |
| 1961/1962 | III    | III liga (Zagłębie)                           | III liga (Zagłębie)                           | 2       | 22    | 27     | 11         | 5      | 6       | 39-34           |                                                                                    | –                                   |
| 1962/1963 | III    | III liga (Zagłębie)                           | III liga (Zagłębie)                           | 10      | 22    | 20     |            |        |         | 32-35           |                                                                                    | I runda                             |
| 1963/1964 | III    | III liga śląska, grupa III                    | III liga śląska, grupa III                    | 10      | 22    | 17     | 8          | 1      | 13      | 36-49           |                                                                                    | –                                   |
| 1964/1965 | III    | III liga śląska, grupa III                    | III liga śląska, grupa III                    | 4       | 26    | 34     | 14         | 6      | 6       | 57-36           |                                                                                    | –                                   |
| 1965/1966 | III    | Liga okręgowa Katowice, grupa III             | Liga okręgowa Katowice, grupa III             | 12      | 24    | 14     |            |        |         | 49-70           | spadek                                                                             | –                                   |
| 1966/1967 | IV     | Klasa A                                       | Klasa A                                       | 1       |       |        |            |        |         |                 | awans                                                                              | –                                   |
| 1967/1968 | IV     | Liga okręgowa Katowice, grupa II              | Liga okręgowa Katowice, grupa II              | 16      | 30    | 7      |            |        |         | 27-108          | spadek                                                                             | –                                   |
| 1968/1969 | V      | Klasa A (Częstochowa)                         | Klasa A (Częstochowa)                         | 3       | 30    | 41     |            |        |         | 72-30           |                                                                                    | –                                   |
| 1969/1970 | V      | Klasa A (Częstochowa)                         | Klasa A (Częstochowa)                         | 1       | 24    | 39     |            |        |         | 83-24           | awans                                                                              | –                                   |
| 1970/1971 | IV     | Liga Okręgowa Katowice, grupa II              | Liga Okręgowa Katowice, grupa II              | 12      | 30    | 23     |            |        |         | 32-52           |                                                                                    | –                                   |
| 1971/1972 | IV     | Liga okręgowa                                 | Liga okręgowa                                 | 12      |       |        |            |        |         |                 |                                                                                    | –                                   |
| 1972/1973 | IV     | Liga okręgowa                                 | Liga okręgowa                                 | 16      |       |        |            |        |         |                 |                                                                                    | –                                   |
| 1973/1974 | IV     | Liga okręgowa                                 | Liga okręgowa                                 | 13      | 30    | 21     |            |        |         | 38-66           |                                                                                    | –                                   |
| 1974/1975 | IV     | Liga okręgowa                                 | Liga okręgowa                                 | 10      | 22    | 16     |            |        |         | 26-50           |                                                                                    | –                                   |
| 1975/1976 | IV     | Liga okręgowa                                 | Liga okręgowa                                 | 8       | 24    | 23     |            |        |         | 40-37           |                                                                                    | –                                   |
| 1976/1977 | IV     | Liga okręgowa                                 | Liga okręgowa                                 | 1       | 26    | 41     |            |        |         | 59-16           | awans                                                                              | –                                   |
| 1977/1978 | III    | III liga, grupa V                             | III liga, grupa V                             | 13      | 26    | 15     | 4          | 7      | 15      | 24-49           | spadek                                                                             | –                                   |
| 1978/1979 | IV     | IV liga                                       | IV liga                                       | 1       |       |        |            |        |         |                 | awans                                                                              | –                                   |
| 1979/1980 | III    | III liga, grupa V                             | III liga, grupa V                             | 16      | 30    | 17     | 6          | 6      | 18      | 38-59           | spadek                                                                             | –                                   |
| 1980/1981 | IV     | Klasa okręgowa                                | Klasa okręgowa                                | 2       | 20    | 29     |            |        |         | 52-19           |                                                                                    | –                                   |
| 1981/1982 | IV     | Klasa okręgowa                                | Klasa okręgowa                                | 1       | 22    | 39     |            |        |         | 90-17           | awans                                                                              | –                                   |
| 1982/1983 | III    | III liga, grupa VI                            | III liga, grupa VI                            | 13      | 26    | 13     |            |        |         | 24-39           | spadek                                                                             | –                                   |
| 1983/1984 | IV     | Klasa okręgowa                                | Klasa okręgowa                                | 2       | 26    | 43     |            |        |         | 81-15           |                                                                                    | –                                   |
| 1984/1985 | IV     | Klasa okręgowa                                | Klasa okręgowa                                | 1       | 26    | 47     |            |        |         | 86-10           | przegrany baraż o awans do III ligi z Granatem Skarżysko-Kamienna 1:2, 2:4         | I runda                             |
| 1985/1986 | IV     | Klasa okręgowa                                | Klasa okręgowa                                | 3       | 30    | 50     |            |        |         | 78-25           | awans                                                                              | –                                   |
| 1986/1987 | IV     | Liga międzyokręgowa piotrkowsko-częstochowska | Liga międzyokręgowa piotrkowsko-częstochowska | 3       |       |        |            |        |         |                 |                                                                                    | –                                   |
| 1987/1988 | IV     | Liga międzyokręgowa piotrkowsko-częstochowska | Liga międzyokręgowa piotrkowsko-częstochowska | 5       |       |        |            |        |         |                 |                                                                                    | –                                   |
| 1988/1989 | IV     | Liga międzyokręgowa piotrkowsko-częstochowska | Liga międzyokręgowa piotrkowsko-częstochowska | 5       |       |        |            |        |         |                 |                                                                                    | –                                   |
| 1989/1990 | IV     | IV liga                                       | IV liga                                       | 13      |       |        |            |        |         |                 |                                                                                    | –                                   |
| 1990/1991 | IV     | IV liga                                       | IV liga                                       | 15      |       |        |            |        |         |                 |                                                                                    | –                                   |
| 1991/1992 | IV     | IV liga                                       | IV liga                                       | 16      | 30    | 11     |            |        |         | 29-70           |                                                                                    | –                                   |
| 1992/1993 | IV     | IV liga śląska                                | IV liga śląska                                | 11      | 26    | 22     |            |        |         | 30-42           |                                                                                    | –                                   |
| 1993/1994 | IV     | IV liga bielsko-opolsko-częstochowska         | IV liga bielsko-opolsko-częstochowska         | 7       | 30    | 30     | 12         | 6      | 12      | 42-38           |                                                                                    | I runda                             |
| 1994/1995 | IV     | IV liga                                       | IV liga                                       | 10      | 30    | 27     |            |        |         | 37-37           |                                                                                    | –                                   |
| 1995/1996 | IV     | IV liga                                       | IV liga                                       | 16      | 30    | 25     |            |        |         | 30-52           | pod nazwą Włókniarz Częstochowa, spadek                                            | Runda wstępna                       |
| 1996/1997 | V      | Liga wojewódzka (Częstochowa)                 | Liga wojewódzka (Częstochowa)                 | 1       | 30    | 75     |            |        |         | 94-23           | awans                                                                              | –                                   |
| 1997/1998 | IV     | IV liga                                       | IV liga                                       | 8       | 34    | 55     |            |        |         | 75-60           | karna relegacja                                                                    | –                                   |
| 1998/1999 | VI     | Klasa A                                       | Klasa A                                       | 2       |       |        |            |        |         |                 | awans                                                                              | –                                   |
| 1999/2000 | V      | Liga okręgowa                                 | Liga okręgowa                                 | 4       | 30    | 57     | 17         | 6      | 7       | 58-29           |                                                                                    | –                                   |
| 2000/2001 | V      | Liga okręgowa                                 | Liga okręgowa                                 | 1       | 28    | 61     | 19         | 4      | 5       | 66-24           | awans                                                                              | –                                   |
| 2001/2002 | IV     | IV liga, grupa: śląska I                      | IV liga, grupa: śląska I                      | 10      | 30    | 38     | 11         | 5      | 14      | 42-44           |                                                                                    | –                                   |
| 2002/2003 | IV     | IV liga, grupa: śląska I                      | IV liga, grupa: śląska I                      | 15      | 30    | 20     | 4          | 8      | 18      | 22-56           | spadek                                                                             | –                                   |
| 2003/2004 | V      | Liga okręgowa, grupa: Częstochowa             | Liga okręgowa, grupa: Częstochowa             | 4       | 30    | 53     | 16         | 5      | 9       | 64-45           |                                                                                    | –                                   |
| 2004/2005 | V      | Liga okręgowa, grupa: Częstochowa             | Liga okręgowa, grupa: Częstochowa             | 2       | 30    | 68     | 21         | 5      | 4       | 80-23           |                                                                                    | –                                   |
| 2005/2006 | V      | Liga okręgowa, grupa: Częstochowa             | Liga okręgowa, grupa: Częstochowa             | 1       | 30    | 79     | 25         | 4      | 1       | 105-20          | awans                                                                              | –                                   |
| 2006/2007 | IV     | IV liga, grupa: śląska I                      | IV liga, grupa: śląska I                      | 4       | 30    | 56     | 16         | 8      | 6       | 63-32           |                                                                                    | –                                   |
| 2007/2008 | IV     | IV liga, grupa: śląska I                      | IV liga, grupa: śląska I                      | 5       | 30    | 53     | 17         | 8      | 5       | 46-14           | Klub ukarany sześcioma punktami karnymi za próbę korupcji sędziów.                 | –                                   |
| 2008/2009 | V      | IV liga, grupa: śląska I                      | IV liga, grupa: śląska I                      | 1       | 32    | 69     | 20         | 9      | 3       | 68-19           | awans                                                                              | –                                   |
| 2009/2010 | IV     | III liga, grupa: opolsko-śląska               | III liga, grupa: opolsko-śląska               | 8       | 28    | 43     | 12         | 7      | 9       | 38-42           |                                                                                    | –                                   |
| 2010/2011 | IV     | III liga, grupa: opolsko-śląska               | III liga, grupa: opolsko-śląska               | 13      | 30    | 34     | 9          | 7      | 14      | 36-48           |                                                                                    | –                                   |
| 2011/2012 | IV     | III liga, grupa: opolsko-śląska               | III liga, grupa: opolsko-śląska               | 15      | 30    | 24     | 6          | 6      | 18      | 26-59           | spadek                                                                             | –                                   |
| 2012/2013 | V      | IV liga, grupa: śląska I                      | IV liga, grupa: śląska I                      | 14      | 30    | 25     | 6          | 7      | 17      | 42-80           | Baraże o utrzymanie w IV lidze z Unią Racibórz.                                    | –                                   |
| 2013/2014 | VI     | Liga okręgowa, grupa: Częstochowa             | Liga okręgowa, grupa: Częstochowa             | 11      | 30    | 38     | 10         | 8      | 12      | 53-56           |                                                                                    | –                                   |
| 2014/2015 | VI     | Liga okręgowa, grupa: Częstochowa I           | Liga okręgowa, grupa: Częstochowa I           | 8       | 22    | 28     | 8          | 4      | 10      | 34-33           |                                                                                    | –                                   |
| 2015/2016 | VI     | Liga okręgowa, grupa: Częstochowa I           | Liga okręgowa, grupa: Częstochowa I           | 8       | 22    | 30     | 9          | 3      | 10      | 41-41           |                                                                                    | –                                   |
| 2016/2017 | VI     | Klasa okręgowa, grupa: Częstochowa I          | Klasa okręgowa, grupa: Częstochowa I          | 1       | 22    | 47     | 14         | 5      | 3       | 55-23           |                                                                                    | –                                   |
| 2016/2017 | VI     | grupa mistrzowska                             | grupa mistrzowska                             | 5       | 8     | 32     | 2          | 2      | 4       | 11:14           |                                                                                    | –                                   |
| 2017/2018 | VI     | Klasa okręgowa, grupa: Częstochowa            | Klasa okręgowa, grupa: Częstochowa            | 18      | 34    | 18     | 5          | 3      | 26      | 43-96           | spadek                                                                             | –                                   |
| 2018/2019 | VII    | Klasa A, grupa: Częstochowa I                 | Klasa A, grupa: Częstochowa I                 | 5       | 26    | 46     | 14         | 4      | 8       | 57-34           |                                                                                    | –                                   |
| 2019/2020 | VII    | Klasa A, grupa: Częstochowa I                 | Klasa A, grupa: Częstochowa I                 | 5       | 13    | 22     | 6          | 4      | 6       | 35-19           |                                                                                    | –                                   |
| 2020/2021 | VII    | Klasa A, grupa: Częstochowa I                 | Klasa A, grupa: Częstochowa I                 | 1       | 26    | 70     | 23         | 1      | 2       | 123-22          | awans                                                                              | –                                   |
| 2021/2022 | VI     | Liga okręgowa, grupa: Częstochowa-Lubliniec   | Liga okręgowa, grupa: Częstochowa-Lubliniec   | 1       | 34    | 85     | 28         | 1      | 5       | 116-27          | awans                                                                              | –                                   |
| 2022/2023 | V      | IV liga, grupa: śląska I                      | IV liga, grupa: śląska I                      | 12      | 30    | 31     | 8          | 7      | 15      | 45-67           |                                                                                    | –                                   |
| 2023/2024 | V      | IV liga, grupa: śląska I                      | IV liga, grupa: śląska I                      | 6       | 30    | 50     | 14         | 8      | 8       | 51-49           |                                                                                    | –                                   |
| 2024/2025 | V      | IV liga, grupa: śląska                        | IV liga, grupa: śląska                        | 9       | 36    | 53     | 16         | 5      | 15      | 52-47           |                                                                                    | –                                   |
| Źródła: Klub Sportowy Victoria Częstochowa. 90minut.pl. [dostęp 2016-09-02]. (pol.)., Polska Liga Klubów. [dostęp 2016-09-02]. [zarchiwizowane z tego adresu (2016-05-20)]. (pol.)., WikiZagłębie.pl. [dostęp 2016-09-02]. (pol.). |        |                                               |                                               |         |       |        |            |        |         |                 |                                                                                    |                                     |

Victoria zajmuje 188. miejsce w tabeli wszech czasów I ligi.

## Informacje ogólne

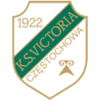
Dawny herb klubu

- Prezes klubu: Wojciech Kasiński
- Trener: Adrian Pasieka
- Barwy klubu: biało-zielone
- Rok założenia: 1922

### Sukcesy
- 10 miejsce w II lidze w 1950 roku jako Włókniarz Częstochowa.

### Stadion
Stadion znajduje się w Częstochowie przy ul. Krakowskiej 80. Jego pojemność wynosi około 800 miejsc, z czego 600 to miejsca siedzące. Boisko ma wymiary 105 × 68 m.

## Trenerzy drużyny piłkarskiej[25]
| Lp. | Imię i nazwisko                                  | Okres pracy | Okres pracy |
| --- | ------------------------------------------------ | ----------- | ----------- |
| 1.  | Franciszek Lichnowski                            |             |             |
| 2.  | Henryk Malec                                     |             |             |
| 3.  | Władysław Siech                                  |             |             |
| 4.  | Eugeniusz Seifried                               |             |             |
| 5.  | Jerzy Owczarek                                   |             |             |
| 6.  | Rafał Kuczera                                    |             | 2001        |
| 7.  | Aleksander Brdąkała                              | 2001        | 2001        |
| 8.  | Rafał Kuczera                                    | 2001        |             |
| 9.  | Krzysztof Całus                                  |             | 2002        |
| 10. | Sławomir Palacz                                  | 2002        | 2002        |
| 11. | Rafał Kuczera                                    | 2003        |             |
| 12. | Rafał Kuczera Artur Minkina                      | 2008        | 2009        |
| 13. | Artur Minkina                                    | 2009        | 2010        |
| 14. | Maciej Strożek Artur Minkina Sebastian Łukiewicz | 2010        | 2011        |
| 15. | Maciej Strożek                                   | 2011        | 2013        |
| 16. | Łukasz Stefański Sebastian Żebrowski             | 2013        |             |
| 17. | Łukasz Stefański                                 | 2014        | 2014        |
| 18. | Piotr Lenartowski                                | 2015        | 2016        |
| 19. | Adrian Pasieka                                   | 2016        | 2018        |
| 20. | Dawid Krzętowski                                 | 2018        | 2018        |
| 21. | Łukasz Tomczyk                                   | 2019        | 2021        |
| 22. | Tomasz Sobczak                                   | 2021        | 2022        |
| 23. | Norbert Mendrela                                 | 2022        | 2022        |
| 24. | Adrian Pasieka                                   | 2023        | obecnie     |

## Prezesi klubu[30]
- Edmund Reimschüssel
- Gustaw Juchnicki
- Henryk Malec
- Stanisław Lichnowski
- Antoni Jani
- Eugeniusz Zemła
- Zygmunt Pietraszek
- Roman Ginda
- Zbigniew Kuczera
- Sławomir Wypych
- Marian Lamek
- Jarosław Paliwoda
- Radosław Włodarek
- Wojciech Kasiński